# NGC 2759
NGC 2759 (również PGC 25718 lub UGC 4795) – galaktyka eliptyczna (E-S0) znajdująca się w gwiazdozbiorze Rysia. Odkrył ją William Herschel 20 marca 1787 roku.